# Грицан, Виталий Фёдорович
Виталий Фёдорович Грицан (27.10.1946-21.02.2022) — советский и российский военачальник, генерал-полковник, командующий войсками Северо-Восточного пограничного округа (1995—1998), председатель Координационной службы СКПВ (1998—2008) 
Родился 27 октября 1946 года в с. Новая Белозерка Васильевского района Запорожской области Украинской ССР.
В июне 1965 года призван в пограничные войска, служил стрелком учебного пункта Ахалцихского пограничного отряда Закавказского пограничного округа. В 1966 году окончил школу сержантского состава и поступил в Московское высшее пограничное командное училище КГБ при СМ СССР, в котором обучался до 1970 года. Затем проходил службу в должностях заместителя начальника, начальника пограничной заставы, заместителя начальника маневренной группы Приаргунского пограничного отряда Забайкальского пограничного округа.
В 1977 году окончил Военную академию имени М.В.Фрунзе. Служил в должностях заместителя начальника штаба Выборгского пограничного отряда, начальника штаба Алакуртинского пограничного отряда, начальника Ребольского (1981-1984) и Выборгского (1984-1988) пограничных отрядов Северо-Западного пограничного округа. 
В 1989 году окончил Военную академию Генерального штаба ВС СССР им. К.Е.Ворошилова. В 1989-1990 годах заместитель начальника войск Тихоокеанского пограничного округа. В 1990-1994 годах - начальник штаба войск – первый заместитель командующего войсками Восточного пограничного округа, первый заместитель командующего войсками Среднеазиатского пограничного округа. С 12 февраля 1994 г. начальник Оперативной группы Пограничных войск России в Туркменистане. 
С 1995 года – командующий войсками Северо-Восточного пограничного округа. С ноября 1998 по октябрь 2006 года председатель Координационной службы Совета командующих Пограничными войсками. Генерал-полковник.
Награждён орденами Красной Звезды и Дружбы, многими медалями, в том числе иностранными, нагрудным знаком «Почётный пограничник СНГ», знаком отличия СКПВ «За укрепление границ государств – участников СНГ» и нагрудным знаком СКПВ «За отличие в охране границ государств – участников СНГ».
Умер 21 февраля 2022 года в Москве.